# Novodinia semicoronata
Novodinia semicoronata är en sjöstjärneart som först beskrevs av Perrier 1885.  Novodinia semicoronata ingår i släktet Novodinia och familjen Brisingidae. Inga underarter finns listade i Catalogue of Life.